# مرشد (زورخانه)
امروز در زورخانه مرشد به کسی می‌گویند که آوازی خوش دارد و هنگام ورزش روی سر دم می‌نشیند و با آهنگ‌های گوناگون که هر کدام ویژه یکی از حرکات ورزشی است ضرب می‌گیرد و شعرهای رزمی که بیشتر از شاهنامه فردوسی برگزیده می‌شود می‌خواند و صدای ضرب و آواز خود را با حرکات ورزشکاران، هماهنگ می‌کند و آنان را به ورزش بر می‌انگیزد. در قدیم مرشد یا کهنه‌سوار کسی بود که کار آموزش ورزشکاران و پهلوانان با او بود. کهنه‌سوار در هنگام ورزش لنگی به دوش می‌انداخت و چوبی هم که به آن «تعلیمی» می‌گفتند در دست می‌گرفت و در کنار گود می‌نشست و باستانی کاران یا کشتی‌گیران را در کارهای ورزشی و کشتی‌گیری راهنمایی می‌کرد. کهنه‌سواران یا مرشدان از چابک‌ترین و آزموده‌ترین پهلوانان و ورزشکاران بودند. (گویا مرشد امروزی را «ضرب‌گیر» می‌خواندند ).

## منبع
- سایت فرهنگسرا